# Nipponopsalis coreana
Nipponopsalis coreana is een hooiwagen uit de familie Nipponopsalididae.